# Vilnius
Vilnius ([ˈvʲɪlʲnʲʊs] ⓘ) là thành phố lớn nhất và là thủ đô của Litva, với dân số 574.147 người vào năm 2018 (697.691 người vào năm 2017 nếu tính cả khu đô thị mở rộng). Thành phố này là nơi đặt các cơ quan chính phủ của Litva cũng như của Hạt tự quản Vilnius.

## Tên gọi
Vilnius có nhiều tên khác nhau trong nhiều ngôn ngữ trong lịch sử của mình. Các tên bằng tiếng nước ngoài khác có tiếng Ba Lan Wilno, tiếng Latin Vilna, tiếng Belarusia Вiльня (Vilnia), tiếng Đức Wilna, tiếng Yiddish ווילנע (Vilne), và tiếng Latvia Viļņa. Một tên bằng tiếng Nga cổ hơn là Вильна/Вильно (Vilna/Vilno), dù Вильнюс (Vil'njus) hiện được dùng. Tên gọi Wilno và Vilna cũng được sử dụng trong tiếng Anh và tiếng Pháp cổ hơn.

## Khí hậu
Vilnius có khí hậu lục địa ẩm (phân loại khí hậu Köppen Dfb). Thành phố đã bắt đầu đo nhiệt độ thường xuyên từ năm 1777. Lượng mưa trung bình hàng năm là khoảng 691 mm (27,20 in). Nhiệt độ trong thành phố đã tăng lên đáng kể trong 30 năm qua, được cho là do con người gây ra.
| Dữ liệu khí hậu của Vilnius                    | Dữ liệu khí hậu của Vilnius | Dữ liệu khí hậu của Vilnius | Dữ liệu khí hậu của Vilnius | Dữ liệu khí hậu của Vilnius | Dữ liệu khí hậu của Vilnius | Dữ liệu khí hậu của Vilnius | Dữ liệu khí hậu của Vilnius | Dữ liệu khí hậu của Vilnius | Dữ liệu khí hậu của Vilnius | Dữ liệu khí hậu của Vilnius | Dữ liệu khí hậu của Vilnius | Dữ liệu khí hậu của Vilnius | Dữ liệu khí hậu của Vilnius |
| Tháng                                          | 1                           | 2                           | 3                           | 4                           | 5                           | 6                           | 7                           | 8                           | 9                           | 10                          | 11                          | 12                          | Năm                         |
| ---------------------------------------------- | --------------------------- | --------------------------- | --------------------------- | --------------------------- | --------------------------- | --------------------------- | --------------------------- | --------------------------- | --------------------------- | --------------------------- | --------------------------- | --------------------------- | --------------------------- |
| Cao kỉ lục °C (°F)                             | 11.0 (51.8)                 | 14.4 (57.9)                 | 19.8 (67.6)                 | 29.0 (84.2)                 | 31.8 (89.2)                 | 34.2 (93.6)                 | 36.4 (97.5)                 | 34.9 (94.8)                 | 33.1 (91.6)                 | 24.5 (76.1)                 | 15.5 (59.9)                 | 10.5 (50.9)                 | 36.4 (97.5)                 |
| Trung bình ngày tối đa °C (°F)                 | −1.7 (28.9)                 | −0.5 (31.1)                 | 4.4 (39.9)                  | 12.6 (54.7)                 | 18.4 (65.1)                 | 21.7 (71.1)                 | 23.8 (74.8)                 | 23.1 (73.6)                 | 17.4 (63.3)                 | 10.2 (50.4)                 | 3.7 (38.7)                  | −0.3 (31.5)                 | 11.2 (52.2)                 |
| Trung bình ngày °C (°F)                        | −3.9 (25.0)                 | −3.1 (26.4)                 | 0.9 (33.6)                  | 7.6 (45.7)                  | 13.0 (55.4)                 | 16.4 (61.5)                 | 18.7 (65.7)                 | 17.9 (64.2)                 | 13.0 (55.4)                 | 7.0 (44.6)                  | 1.8 (35.2)                  | −2.2 (28.0)                 | 7.3 (45.1)                  |
| Tối thiểu trung bình ngày °C (°F)              | −5.9 (21.4)                 | −5.6 (21.9)                 | −2.7 (27.1)                 | 2.6 (36.7)                  | 7.5 (45.5)                  | 11.1 (52.0)                 | 13.6 (56.5)                 | 12.7 (54.9)                 | 8.5 (47.3)                  | 3.7 (38.7)                  | −0.1 (31.8)                 | −4.1 (24.6)                 | 3.5 (38.3)                  |
| Thấp kỉ lục °C (°F)                            | −37.2 (−35.0)               | −35.8 (−32.4)               | −29.6 (−21.3)               | −14.4 (6.1)                 | −4.4 (24.1)                 | 0.1 (32.2)                  | 3.5 (38.3)                  | 1.0 (33.8)                  | −4.8 (23.4)                 | −14.4 (6.1)                 | −22.8 (−9.0)                | −30.5 (−22.9)               | −37.2 (−35.0)               |
| Lượng Giáng thủy trung bình mm (inches)        | 38.9 (1.53)                 | 34.4 (1.35)                 | 37.0 (1.46)                 | 46.2 (1.82)                 | 52.1 (2.05)                 | 72.7 (2.86)                 | 79.3 (3.12)                 | 75.8 (2.98)                 | 65.2 (2.57)                 | 51.5 (2.03)                 | 51.5 (2.03)                 | 49.2 (1.94)                 | 653.8 (25.74)               |
| Số ngày giáng thủy trung bình                  | 21.7                        | 18.4                        | 17.5                        | 10.2                        | 12.4                        | 11.7                        | 11.4                        | 10.5                        | 9.7                         | 13.5                        | 16.7                        | 21.2                        | 174.9                       |
| Số giờ nắng trung bình tháng                   | 37                          | 70                          | 117                         | 165                         | 242                         | 231                         | 220                         | 217                         | 141                         | 93                          | 33                          | 25                          | 1.591                       |
| Chỉ số tia cực tím trung bình                  | 0                           | 1                           | 2                           | 3                           | 5                           | 6                           | 6                           | 5                           | 3                           | 2                           | 1                           | 0                           | 3                           |
| Nguồn: WMO NOAA, Météo Climat và Weather Atlas |                             |                             |                             |                             |                             |                             |                             |                             |                             |                             |                             |                             |                             |

## Thành phố kết nghĩa
Vilnius kết nghĩa với:

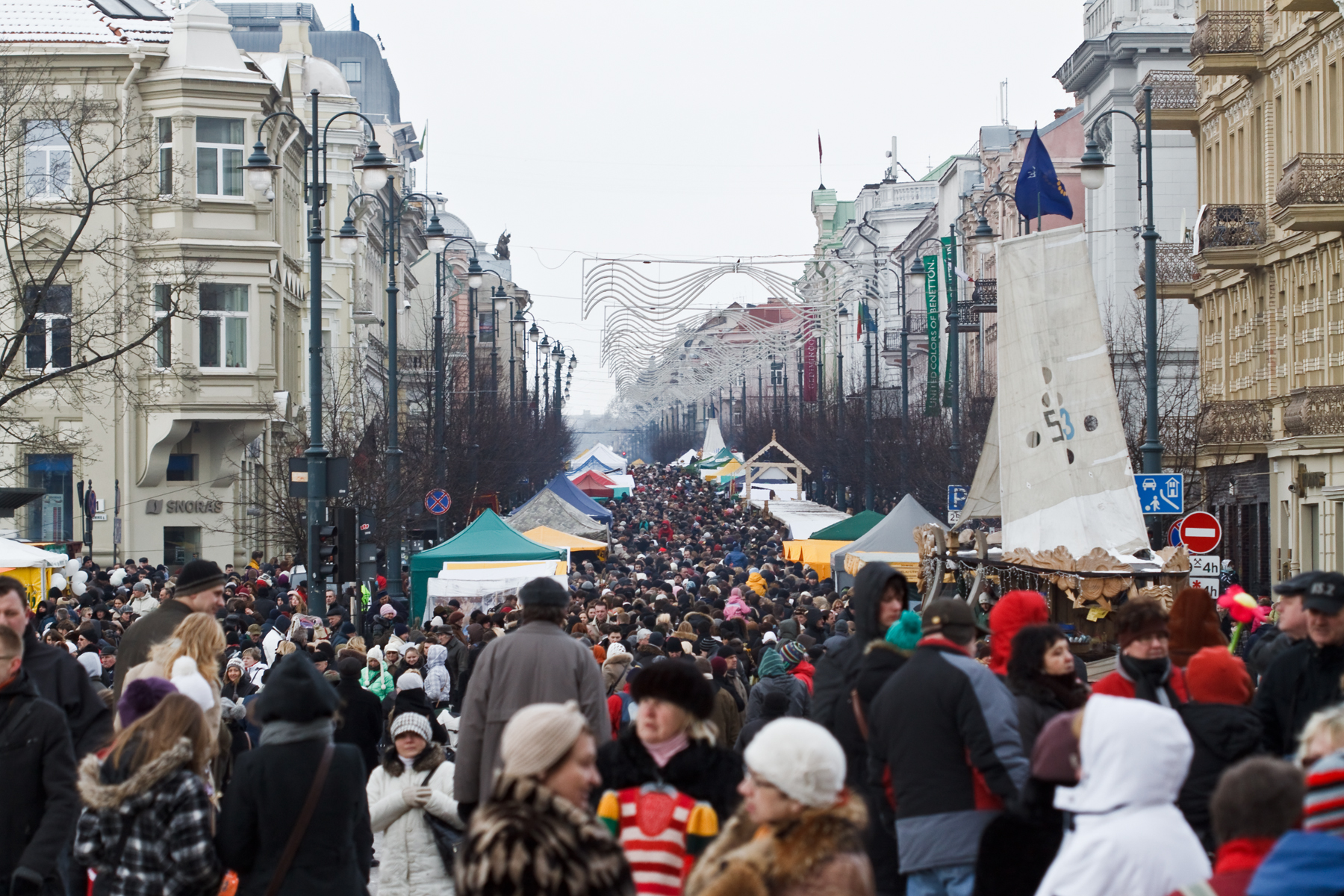
Hội chợ đường phố truyền thống Kaziuko mugė.

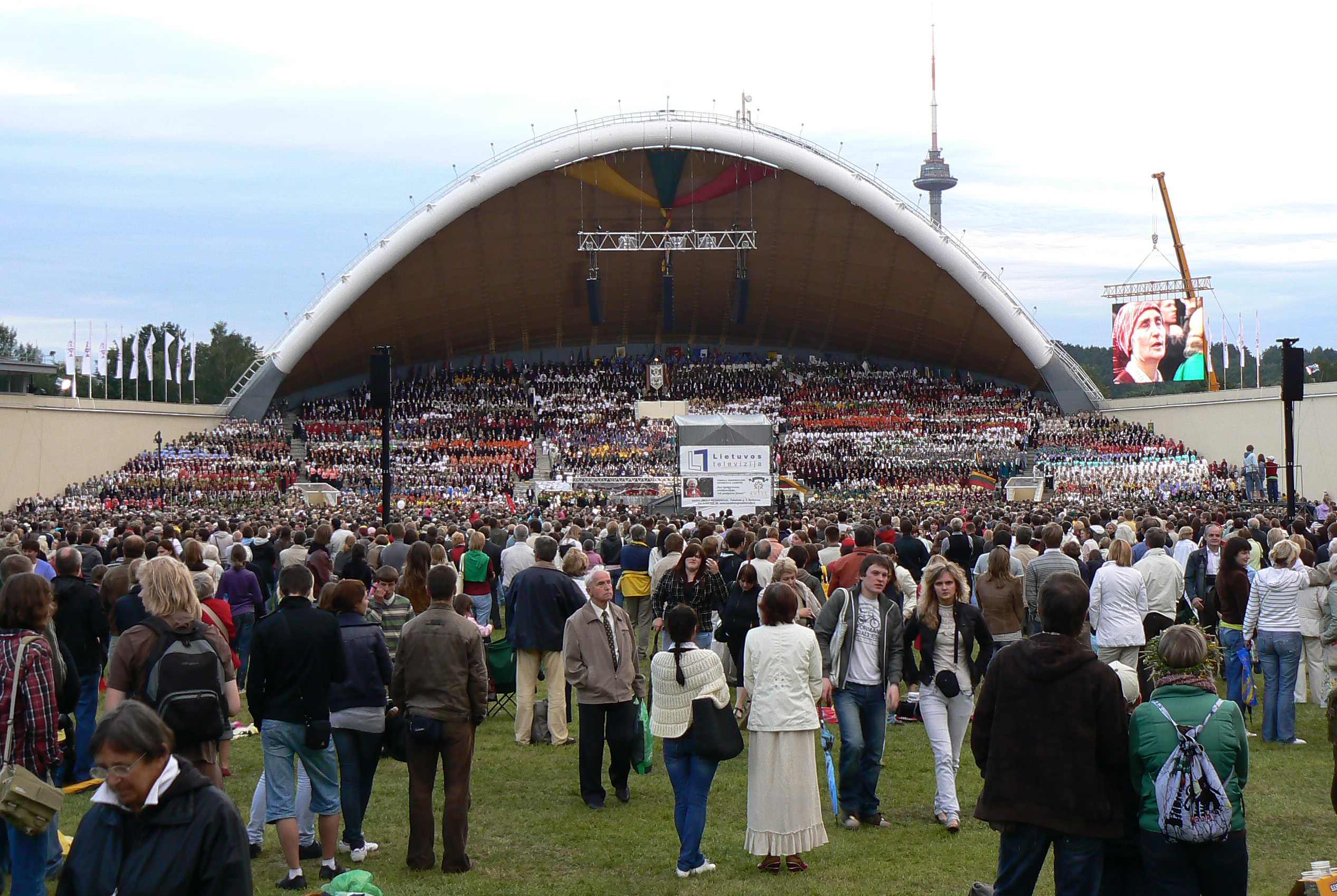
Lễ hội nhạc Litva.

| - Aalborg, Đan Mạch - Almaty, Kazakhstan - Astana, Kazakhstan - Bruxelles, Bỉ - Budapest, Hungary - Chicago, Hoa Kỳ - Chișinău, Moldova - Dnipro, Ukraina - Donetsk, Ukraina - Duisburg, Đức, từ năm 1985 - Edinburgh, Anh Quốc - Erfurt, Đức - Gdańsk, Ba Lan, từ năm 1998 - Quảng Châu, Trung Quốc | - Joensuu, Phần Lan - Kiev, Ukraina - Kraków, Ba Lan - Łódź, Ba Lan - Lviv, Ukraina - Madison, Hoa Kỳ - Minsk, Belarus - Moskva, Nga - Oslo, Na Uy - Pavia, Ý - Piraeus, Hy Lạp | - Reykjavík, Iceland - Riga, Latvia - Sankt-Peterburg, Nga - Salzburg, Áo - Stockholm, Thụy Điển - Strasbourg, Pháp - Đài Bắc, Đài Loan - Tallinn, Estonia - Tbilisi, Gruzia - Warszawa, Ba Lan |